# Švýcarská ústava

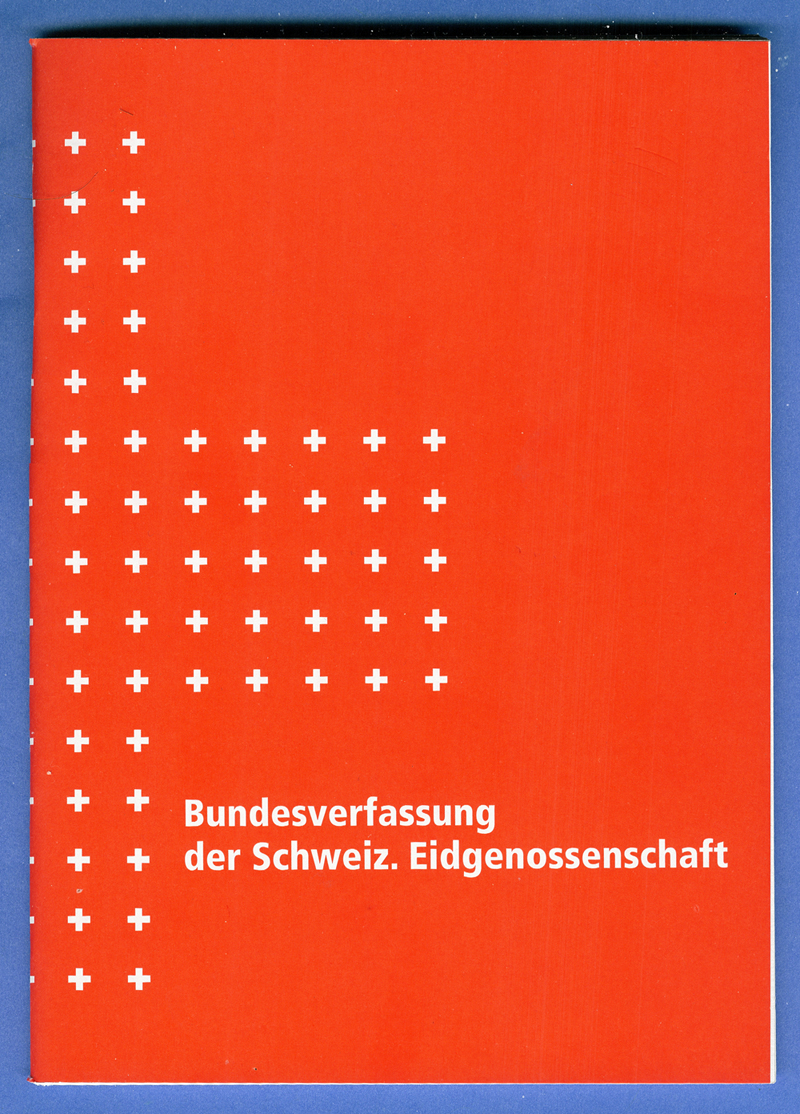
Švýcarská ústava, německojazyčná verze

Spolková ústava Švýcarské konfederace (německy Bundesverfassung der Schweizerischen Eidgenossenschaft; francouzsky Constitution fédérale de la Confédération suisse; italsky Costituzione federale della Confederazione Svizzera; rétorománsky Constituziun federala da la Confederaziun svizra) je třetí a současná federální ústava Švýcarska. Zakládá Švýcarskou konfederaci jako federativní republiku s 26 kantony (de facto státy). Ústava byla přijata v referendu dne 18. dubna 1999, většinou obyvatel i většinou kantonů. Nahradila předchozí federální ústavu z roku 1874.
Dokument obsahuje soupis individuálních i kolektivních práv, včetně práva vyhlásit lidová referenda o federálních zákonech a ústavních změnách. Vymezuje povinnosti kantonů a Konfederace a stanoví federální vládní orgány.
Preambule se odvolává na Všemohoucího Boha. To bylo předmětem diskusí, ale nakonec byla ctěna návaznost na starší ústavní tradici. Jako nejvyšší hodnoty preambule uvádí „svobodu, demokracii, nezávislost, mír, solidaritu a otevřenost vůči světu“. Ustanovení o „otevřenosti“ nebylo v předchozích ústavách, naopak představuje rozchod s ústavní tradicí, která Švýcarsko orientovala spíše izolacionisticky.
Hlava 2 se zmiňuje o Švýcarech jako o „ženách a mužích ze Švýcarska“ na znamení uznání diskriminace žen v minulosti (Švýcarsko se stalo předposlední zemí v Evropě, která v roce 1971 udělila volební právo ženám). Nová ústava také odstranila některé archaismy jako daň za nastěhování nevěsty do domu ženicha, právo na slušný pohřeb, zákaz kantonů mít vojenské síly o více než 300 lidech nebo zákaz absintu. Oproti starší ústavě bylo též značně upraveno postavení Spolkového soudu.